# De twaalf broeders
De twaalf broeders of De twaalf broers is een sprookje dat werd genoteerd door de gebroeders Grimm voor Kinder- und Hausmärchen. De oorspronkelijke naam is Die zwölf Brüder.

## Het verhaal
Een koning en koningin hebben twaalf jongens, als het dertiende kind een meisje wordt, moeten de jongens sterven zodat haar rijkdom groot wordt en zij het koninkrijk erft. Er worden alvast twaalf doodskisten gemaakt, ze worden met houtkrullen gevuld en er komt een doodskussentje in. De kisten worden in een kamer gezet en de koningin krijgt de sleutel. De moeder treurt de hele dag, haar jongste zoontje Benjamin (zoals in de Bijbel) vraagt waarom ze zo bedroefd is. Na enig aandringen laat de moeder de kamer zien en ze vertelt dat de jongens zullen sterven als ze van een meisje bevalt.
De moeder zegt de jongen weg te gaan met zijn elf broers en in het bos te gaan wonen, er moet altijd iemand op de uitkijk zitten in de hoogste boom zodat ze de toren van het paleis kunnen zien. Als het dertiende kind een jongen is, zal er een witte vlag uitgestoken worden. Maar als het een meisje wordt, zal dit een rode vlag zijn en moeten de jongens vluchten. De moeder zegent haar jongens en na elf dagen houdt Benjamin de wacht in de hoogste boom. Er wordt dan een rode vlag uitgestoken en de jongens worden kwaad omdat ze nu moeten sterven door een meisje. Ze zweren dat ze wraak zullen nemen, elk meisje dat ze zullen tegenkomen zal eraan moeten geloven.
De twaalf trekken dieper het bos in, waar het erg donker is, en vinden een klein betoverd huisje. Benjamin moet thuisblijven en het huishouden doen, terwijl de oudere broers eten halen in het bos. Ze schieten konijnen, wilde reeën, vogels en duifjes en al het andere wat maar eetbaar is. Ze wonen tien jaar in het huisje en de dochter van de koningin is nu groot geworden. Ze heeft een goed hart en is erg mooi, ze heeft een gouden ster op haar voorhoofd. Als de grote was wordt gedaan, ziet het meisje twaalf mannenhemden en ze vraagt haar moeder van wie die zijn. Haar moeder vertelt dat ze twaalf broers heeft, die rondzwerven in de wereld. Ze laat het meisje de twaalf doodskisten zien in de kamer en vertelt dat de jongens zijn gevlucht voordat zij geboren werd.
Het meisje wil haar broers zoeken en neemt de twaalf hemden mee, ’s avonds komt ze aan bij het betoverde huisje. Ze laat aan een jongen de twaalf hemden zien en Benjamin weet dat dit zijn zusje moet zijn, ze vallen elkaar huilend in de armen. Maar Benjamin waarschuwt zijn zusje voor de broers, ze hebben elkaar beloofd elk meisje te doden. Het meisje wil wel sterven om haar broers te verlossen, maar Benjamin wil dit niet en verstopt haar onder een kuip. Als de elf thuiskomen van de jacht vragen ze of er nieuws is, Benjamin vertelt dat hij meer weet dan hen ondanks dat hij thuis is gebleven.
De broers willen weten wat Benjamin weet, maar hij wil het alleen vertellen als ze beloven het eerste meisje dat ze zien te zullen sparen. Het zusje komt vanonder de kuip en de broers vallen haar om de hals en kussen haar. Het zusje blijft bij Benjamin en helpt hem bij zijn werk, ze sprokkelen hout en zoeken eetbare planten. In de tuin groeien twaalf lelies en het meisje wil haar broers verrassen, ze plukt de bloemen en wil ze aan haar broers geven. Maar zodra ze de bloemen plukt, veranderen de broers in twaalf raven en ze vliegen weg, ook het huisje en de tuin verdwijnen in het niets. Het meisje is alleen in het woeste woud en ziet een oude vrouw die haar vraagt waarom ze de witte bloemen niet heeft laten staan.
Het meisje vraagt of ze haar daad ongedaan kan maken. Alleen zeven jaren zwijgen zal haar broers terug kunnen halen. Ze mag niet lachen en niet spreken en als dit mislukt zullen haar broers sterven. Het meisje zoekt een hoge boom en klimt er in. Een koning is gaan jagen en komt met een hazewindhond naar de boom. Als de koning het mooie meisje ziet, met de gouden ster op haar voorhoofd, vraagt hij of zij zijn vrouw wil worden. Het meisje knikt en wordt op het paard meegenomen, daar wordt bruiloft gevierd met veel pracht en praal. Na enkele jaren gelukkig samenzijn, begint de moeder van de koning de jonge koningin zwart te maken. Ze zegt dat hij met een gewoon bedelmeisje is thuisgekomen. Ze is te stom om te praten, maar zou toch eens kunnen lachen, wie niet lacht heeft een slecht geweten.
Na een tijdje overtuigt de moeder van de koning haar zoon, en hij veroordeelt de koningin tot de dood. Op de binnenplaats wordt een groot vuur aangestoken, de koning kijkt vanuit zijn raam huilend toe. Als de koningin aan een paal is gebonden en de rode vlammen aan haar kleren likken, verstrijken precies dan de zeven jaren. Er klinkt geruis en de twaalf raven komen aan, als ze landen op de grond veranderen ze in de twaalf broers. Ze doven het vuur en bevrijden hun zusje, ze kussen en omhelzen elkaar. Nu de koningin eindelijk mag spreken, vertelt ze de koning alles. Als hij hoort dat ze onschuldig is, veroordeelt hij de boze schoonmoeder tot de dood, zij wordt in een ton vol kokende olie en slangen gestopt en sterft een ellendige dood. De koningin blijft samen met haar broers bij de koning.

## Achtergronden
- Het sprookje komt uit Zwehrn in Nederhessen, het fragment over het meisje dat ontdekt dat ze twaalf broers heeft door het zien van de hemden komt uit een ander sprookje.
- Vergelijkbare sprookjes komen voor in Noorwegen (zeven duiven) en Italië.
- Broers die veranderen in vogels komen voor in De zeven raven (KHM25) en De zes zwanen (KHM49).
- De opdracht om te zwijgen komt voor in De zes zwanen (KHM49). In dat sprookje smeert de schoonmoeder bloed om de mond van de vrouw, om haar ervan te beschuldigen dat ze haar pasgeboren kind heeft opgegeten. Vergelijk ook De geduldsteen.
- Het bos in het sprookje staat voor het leven, waarin men de weg moet zoeken.
- De ziel die de gedaante van een vogel aanneemt is een oud geloof, zie ook de harpijen uit de Griekse mythologie en Huginn en Muninn uit de Germaanse mythologie.
- De lelie (of ander plant) die verbonden is aan het leven, komt voor in oosterse verhalen. In een Hindoe-volkslied laat een man een lavendelstruikje achter, zodat zijn vrouw kan zien of het goed met hem gaat. Zie ook De goudkinderen (KHM85).
- De koningin wier kinderen worden gestolen, komt voor in Het kind van Maria (KHM3) en De drie vogeltjes (KHM96).
- De wens voor een dochter komt ook voor in Sneeuwwitje (KHM53).
- Een mens omgetoverd als dier komt voor in bijvoorbeeld De kikkerkoning (KHM1), Broertje en zusje (KHM11), De drie mannetjes in het bos (KHM13), De drie veren (KHM63), De gauwdief en zijn meester (KHM93), De groente-ezel KHM122, De ijzeren kachel (KHM127), Het lammetje en het visje (KHM141), Sneeuwwitje en Rozerood (KHM161), Het boshuis (KHM169) en De kristallen bol (KHM197).
- De behulpzame oude vrouw komt in vele sprookjes voor, bijvoorbeeld in De duivel met de drie gouden haren (KHM29), De roverbruidegom (KHM40), De drie vogeltjes (KHM96), De zoete pap (KHM103), De groente-ezel (KHM122), De duivel en zijn grootmoeder (KHM125), De stukgedanste schoentjes (KHM133), De ganzenhoedster aan de bron (KHM179), De waternimf in de vijver (KHM181), De ware bruid (KHM186), Het klosje, de schietspoel en de naald (KHM188) en De laars van buffelleer (KHM199).
- De mooie zus met de gouden ster op haar voorhoofd kan worden vergeleken met de zon. Ze gaat naar het donkere bos om haar broers te zoeken en dekt de bedden wit en rein.
- De twaalf kunnen staan voor de twaalf dierenriemtekens, denk hierbij aan de Titanen en Asen. Zij werden door het christendom naar de onderwereld verbannen. Hier kan ook gedacht worden aan Jezus en de twaalf apostelen, Maria wordt vaak voorgesteld als witte lelie en komt in de heraldiek veelvuldig voor.
- De jongste zoon heet Benjamin, zoals in de Bijbel. Hij werd voorgetrokken door Jozef, waardoor de oudere broers hem haatten. Hij redde zijn broers later. Zie ook Eenoogje, tweeoogje en drieoogje (KHM130).
- In de alchemie staat zwart voor geboorte (het donkere bos), wit voor de dood (de witte lelies worden geplukt) en rood voor wedergeboorte (de vlammen).
- Ook in Broertje en zusje (KNH11), Hans en Grietje (KHM15) en De zeven raven (KHM25) redt het zusje de broer(s).
- Ook in Keloglan trekt eropuit om de man te worden van de reuzin wordt iemand verborgen en deze persoon komt pas tevoorschijn na de belofte dat hem niks gedaan zal worden.